# Maytenus lineatus
Maytenus lineatus är en benvedsväxtart som beskrevs av Wright och August Heinrich Rudolf Grisebach. Maytenus lineatus ingår i släktet Maytenus och familjen Celastraceae. Inga underarter finns listade.